# Natriumbromid
Natriumbromid är ett läkemedel samt den mest användbara oorganiska bromiden inom industrin.

## Egenskaper
Natriumbromid är ett vitt, kristallinskt pulver lösligt i vatten och alkohol.

## Framställning
Natriumbromid erhålls genom en reaktion mellan lösningar av järnbromid och natriumkarbonat. Därvid erhålls en fällning av järnkarbonat medan natriumbromiden stannar i lösningen som indunstas och utkristalliseras.

## Användning
Natriumbromid används allmänt för framställning av andra bromider inom organisk syntes och andra områden. Den används även för framställning av förtätande vätskor som används vid oljekällor. Även som desinfektionsmedel, fotokemikalie, konserveringsmedel, slembekämpningsmedel, och skyddsmedel för kylvattens- och processystem. Det finns risk för frätskador på hud, ögon och slemhinnor och ska inte förtäras. 
Giftighet vid förtäring: LD50 oralt råtta	3500 mg/kg